# Thanatus vulgaris
Thanatus vulgaris là một loài nhện trong họ Philodromidae.
Loài này thuộc chi Thanatus. Thanatus vulgaris được Eugène Simon miêu tả năm 1870.